# Misdaad en straf
Misdaad en straf (ook: Schuld en boete) (Russisch: Преступление и наказание, Prestoeplenië i nakazanië) is een roman van de Russische schrijver Fjodor Dostojevski uit 1866. Dostojevski's Misdaad en Straf is te lezen als een vroege studie in psychopathologie, waarbij de protagonist zichzelf een soort übermensch waant, verheven boven alle conventies en waarden. De hoofdpersoon, Raskolnikov, suggereert op een bepaald ogenblik namelijk dat sommige mensen zo geniaal zijn, dat wetten die zijn opgesteld door gewone mensen niet op hen van toepassing zijn. Volgens die zienswijze zouden ze dus effectief boven de wet staan.
Het verhaal concentreert zich op de morele dilemma's van Rodion Raskolnikov, een verarmde ex-student uit Sint-Petersburg die een plan uitbroedt om een oudere, gewetenloze pandjesbazin te vermoorden en van haar geld te beroven. Na die moord te hebben gepleegd blijft hij echter verward achter, walgend van zichzelf. Zijn ethische rechtvaardigingen voor de moord wegen niet op tegen de gevoelens van schuld en gruwel die hij ervaart nu hij wordt geconfronteerd met de reële morele gevolgen van zijn daad.

## Achtergrond
Dostojevski's ervaringen tijdens zijn verblijf in een Siberische gevangenis (onder meer van 1850 tot 1854 wegens het verspreiden van een verboden brief van de journalist Vissarion Belinski) lieten een sterke indruk na. Het was tijdens zijn gevangenschap dat hij zich duidelijk de 'ziekten' van zijn tijd realiseerde: de alomtegenwoordige ellende, de welig tierende misdaad en het schrijnende probleem van de chronische dronkenschap waar veel Russen uit de arbeidersklasse aan ten onder gingen. Deze uitwassen zou hij later ook in zijn werk beschrijven.
De roman is waarschijnlijk gebaseerd op een werkelijk gebeurde misdaad die in het nieuws was gekomen: in augustus 1865 werd de zoon van een koopman, Guerassim Chistov, orthodoxe oudgelovige, verdacht van de moord met voorbedachten rade op twee oude vrouwen - een wasvrouw en een kok - om het gezin waarvoor ze werkten te beroven. Het appartement was overhoop gehaald en de gouden sieraden waren verdwenen. Het moordwapen was een bijl.
Dostojevski's werk werd sterk beïnvloed door de Russische schrijver Aleksandr Poesjkin. Zo is Dostojevski's antiheld Raskolnikov in Misdaad en Straf geïnspireerd op de moorddadige waanzin van Poesjkins Herman in het korte verhaal Schoppenvrouw (1834), die net zo geobsedeerd is door het idee een moord te plegen om zichzelf te verrijken.
De schrijver kende onophoudelijke financiële zorgen. Om te overleven had hij in 1865 aan Michail Katkov, de redacteur van het invloedrijke literair tijdschrift Russkiy Vestnik (De Russische Bode), voorgesteld om een kort verhaal te publiceren, getiteld Psychologisch verslag van een misdaad. Het korte verhaal werd geleidelijk omgezet in een roman, waaraan Dostojevski koortsachtig bleef verderwerken. Vanaf 1866 is de roman verschenen in 12 aparte hoofdstukken in het tijdschrift en is het een onmiddellijk succes geworden.

## Structuur en vertelperspectief
De roman bestaat uit zes delen met een epiloog. Elk deel bevat tussen de vijf en acht hoofdstukken en de epiloog heeft er twee. De hele roman is geschreven in de verleden tijd en vanuit het 'alwetend' perspectief van een derde persoon, voornamelijk vanuit het oogpunt van Raskolnikov, en daarnaast ook van Doenja, Svidrigailov en Sonja.

## Plot
Rodion Romanovich Raskolnikov is een 23-jarige man die wegens geldgebrek zijn studie in de rechten had moeten opgeven en nu in een achterbuurt van St. Petersburg woont. Zijn armoede isoleert hem van de rest van de wereld. Nadat hij zijn laatste kostbare bezit, het horloge van zijn vader, aan een woekeraarster heeft verkocht komt een idee bij hem op: is een moord moreel aanvaardbaar als dit leidt tot een verbetering van de menselijke conditie? Na enige tijd besluit hij om de woekeraarster te vermoorden, maar zijn plan verloopt niet zoals voorzien, want hij is genoodzaakt om een dubbele moord te plegen. Hij kan weliswaar de moord rationeel voor zichzelf goedpraten, maar wordt niettemin verteerd door wroeging en schuldgevoelens. Hij wordt zich door zijn innerlijke tweestrijd bewust van het feit dat hij geen aanspraak kan maken op vergeving en dat hij nooit een groot man zal zijn.
Na een aantal dagen bedlegerig te zijn van koorts, krijgt Raskolnikov het waanidee dat iedereen die hij ontmoet hem van de moord verdenkt en hij wordt bijna gek. Hij ontmoet echter Sonja Semionovna, een jonge prostituee op wie hij verliefd wordt. Dostojevski gebruikt deze relatie als een allegorie van Gods liefde voor de gevallen mensheid en de verlossingskracht van de liefde. Maar Raskolnikovs schuld zal uiteindelijk alleen worden ingelost door zijn bekentenis van de moord en zijn straf: deportatie naar Siberië.

## Inhoud

### Rodion Raskolnikov
Rodion Raskolnikov (23 jaar) is uit de provincie naar Sint-Petersburg gekomen om rechten te studeren. Hij neemt niet deel aan studentenactiviteiten, ontwijkt iedereen en heeft bijna geen enkele vriend. Een half jaar geleden heeft Rodion de universiteit verlaten en zijn lopende werkzaamheden totaal opgegeven. Hij heeft geen inkomsten meer en een hekel aan iedere bezigheid. Hij maakt schulden en leeft op krediet. Zes maanden heeft hij thuis zitten kniezen zonder een mens te zien. Sinds twee dagen heeft hij vrijwel niets gegeten. De toestand drukt zwaar op hem. Hij is somber, gespannen, geprikkeld en wantrouwig. Hij loopt al maanden met een ziekte onder de leden.
Rodion kwelt zich met een huiveringwekkend plan. Alles is definitief beslist. Er bestaat voor hem geen wilsvrijheid meer, want een onweerstaanbare kracht sluit iedere tegenspraak uit. Zijn oordeelsvermogen verduistert, zijn wilskracht schiet tekort en een kinderlijke lichtzinnigheid komt ervoor in de plaats. Het overvalt hem als een ziekte. Vanuit zedelijk oogpunt is er geen enkel tegenargument meer. Wat hij zich heeft voorgenomen is geen misdaad.

### De moord op Aljona en Lizaveta Ivanovna
Aljona Ivanovna is een griffierweduwe van een jaar of zestig die panden beleent. Ze geeft een vierde van de waarde en neemt per maand vijf of soms zeven procent. Je hoeft maar één dag over tijd te zijn of het pand is al verbeurd. Over deze woekeraarster wordt verteld dat ze zo rijk is als een jood. Ze woont samen met Lizaveta Ivanovna, haar halfzus van 35 jaar. Die is schuchter, bijna zwakzinnig en bijzonder goedig. Ze wordt door haar zuster als een slavin behandeld, moet dag en nacht voor haar werken, geeft al haar inkomsten af en laat zich zelfs door haar slaan.
Anderhalve maand eerder heeft Raskolnikov de ring van zijn zuster bij haar beleend, gisteren het zilveren horloge van zijn vader. Vandaag komt hij met een nieuw voorwerp. Als ze hem de rug toekeert, laat hij een bijl op haar hoofd neervallen. Het bloed stroomt eruit. Hij begint zijn zakken vol te proppen met beleende voorwerpen tot hij plotseling iemand hoort binnenkomen. Lizaveta staat verstard naar haar vermoorde zuster te kijken. Ze heeft niet de kracht om te schreeuwen. De slag treft haar met het scherp van de bijl precies op de schedel. Die tweede moord is onvoorzien. Rodion wil zo vlug mogelijk weg.

### Zijn artikel “Over de misdaad”
Raskolnikov gaat naar onderzoekscommissaris Pjotr Porfiri om zijn verpande voorwerpen te recupereren. Porfiri brengt het gesprek op een artikel van Raskolnikov. Deze heeft een half jaar eerder “Over de misdaad” geschreven dat later in de Periodieke Spectator is gepubliceerd geworden. Hij onderzoekt daarin de psychische gesteldheid van de misdadiger tijdens alle stadia van de misdaad en verkondigt de mening dat de eigenlijke uitvoering van de misdaad altijd gepaard gaat met een ziekelijke toestand. Aan het eind van het artikel noemt  hij een bepaald denkbeeld zonder het uitvoerig toe te lichten. Er zouden op de wereld individuen bestaan die het recht hebben om allerlei misdaden te begaan en voor wie de wetten niet zijn geschreven. Alle mensen worden ingedeeld in gewone en buitengewone. De gewone mensen moeten zich aan de wet houden, maar de buitengewone mensen hebben het recht om welke misdaad dan ook te begaan en iedere wet te overtreden.
Raskolnikov licht zijn denkbeeld verder toe. Een buitengewoon mens kent zichzelf het recht toe om beperkingen te overschrijden, echter alleen als dit noodzakelijk is voor het doorvoeren van een idee. Het kan hier een idee betreffen dat zegenrijk is voor de hele mensheid. Daaruit volgt niet dat zo iemand nu het recht heeft om de eerste de beste dood te slaan. Grote wetgevers en politieke leiders van de mensheid, zoals Lykourgos, Solon, Mohammed en Napoleon Bonaparte, waren allen zonder uitzondering misdadigers, alleen al omdat zij de oude wetten omverwierpen en nieuwe ideeën doorvoerden. Grote genieën die de mensheid naar haar bestemming leiden, komen maar eens op de vele miljarden voor. Raskolnikov kent zichzelf en begint te twijfelen. Hoe kon hij ook een bijl nemen en zich met bloed bevlekken!

### Sonja Marmeladova en het pact der vervloekten

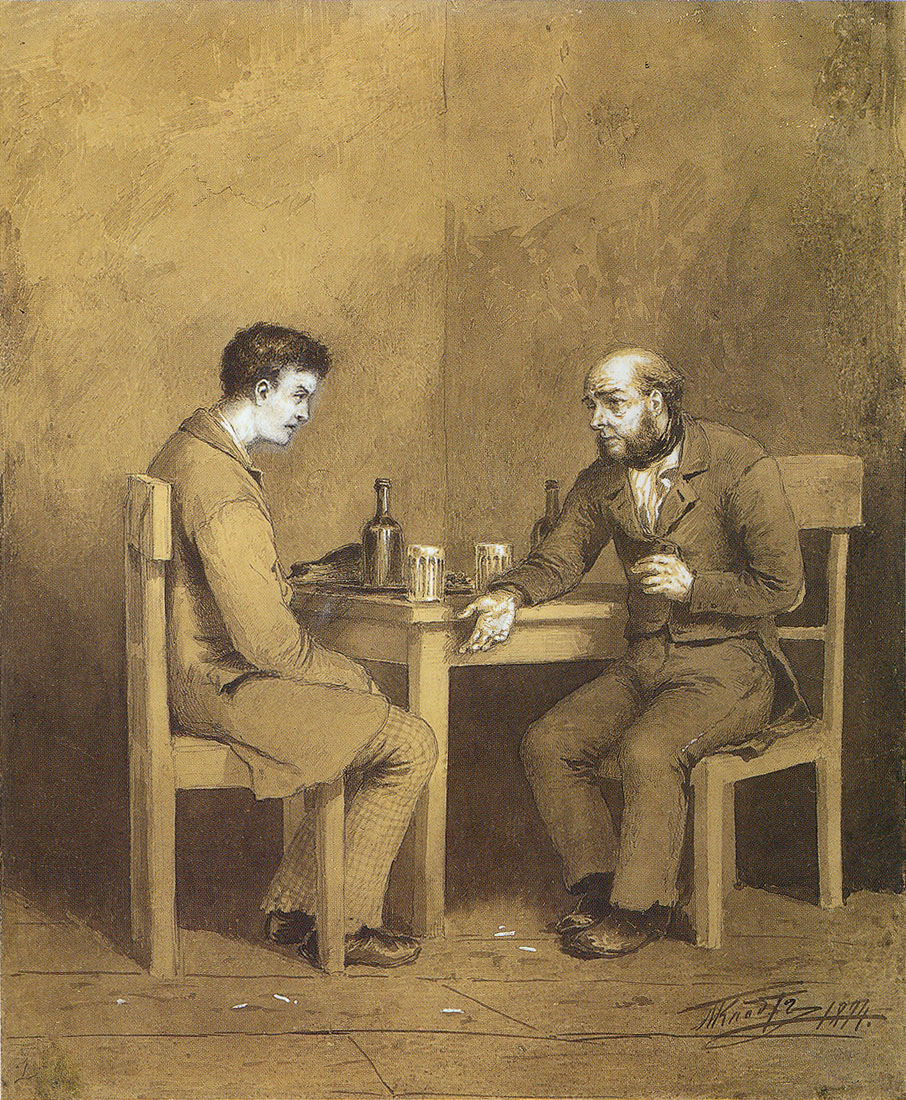
Raskolnikov (links) en de alcoholist Marmeladov, in 1874 afgebeeld door de Russische kunstenaar Michail Petrovitsj Klodt

Sonja Marmeladova (18 jaar) prostitueert zich om het gezin overeind te houden, omdat de kinderen van honger omkomen. Zij laat de schande samengaan met heilige gevoelens omdat God haar alles geeft. Raskolnikov wil met haar verdergaan. Ze zijn beiden vervloekt. Zij heeft ook een grens overschreden. Rodion stort zijn hart uit bij Sonja en bekent de dubbele moord. Sonja werpt zich aan zijn borst en zal met hem meegaan overal waar hij gaat. Beiden willen dat de ander even erg lijdt als zijzelf; samen lijden en samen het kruis dragen. De roofmoordenaar en de prostituee hebben elkaar gevonden, het pact der vervloekten is gesloten.

### Naar het politiebureau
Raskolnikov spartelt tegen om zich aan te geven bij de politie. Hij wil zijn misdaad nog niet bekennen. Uiteindelijk komt hij bij Sonja een houten kruis halen, hangt het om de hals en zegt: “Dus dat wil symbolisch zeggen dat ik mijn kruis op mij neem.” Rodion loopt regelrecht naar het politiebureau toe: “Ik heb toen die beambtenweduwe en haar zuster Lizaveta met een bijl doodgeslagen en ze daarna beroofd.”

### Epiloog
Op het proces had men geoordeeld dat de misdaad onder invloed van een tijdelijke stoornis van de geest moest zijn begaan. De delinquent is slechts tot acht jaar dwangarbeid veroordeeld. Sonja volgde de afdeling strafgevangenen naar Siberië. Bijna anderhalf jaar na de moord bevindt Raskolnikov zich in een Siberische gevangenis. Hij is somber. Zijn geweten kan geen enkele schuld vinden. Hij heeft geen berouw over zijn misdaad. Rodion wordt ernstig ziek. De ziekte verbreidt zich steeds meer. De hele wereld is gedoemd om ten onder te gaan. Slechts enkele mensen zijn uitverkoren. Zij moeten een nieuwe mensheid scheppen en van zonde verlossen. Pasen is al twee weken achter de rug. Eindelijk wordt Rodion genezen verklaard. Hij werpt zich aan de voeten van Sonja. De liefde heeft hen gewekt. Hier begint een nieuw verhaal, de vernieuwing van de mens, de wedergeboorte.

## Thematiek
Dostojevski's voornaamste beweegreden was zijn verlangen om te ageren tegen de, in zijn ogen, negatieve gevolgen van de opkomst van de doctrines van het Russisch nihilisme. In zijn roman Misdaad en straf maakt Dostojevski de lezer bewust van de gevaren van het utilitarisme en het rationalisme die aan de basis liggen van de inspiratiebron voor radicalen.
Als slavofiel gebruikte Dostojevski zijn personages, dialogen en vertelstijl in Misdaad en straf om argumenten te benadrukken tegen de verwestersing van ideeën.
Het eerste deel van de roman staat sterk in het teken van de gepleegde misdaad en de nog onbekende straf. Gaandeweg komt er schuld om de hoek kijken en in de epiloog doet de hoofdpersoon oprecht boete in het strafkamp. Zo komen dan ook de twee gangbare titels aan hun bestaansrecht.

### Raskolnikovs idee van de superieure mens
Raskolnikovs grootse idee, zijn superman-theorie, dateert van vóór de nihilistische filosofie van Friedrich Nietzsche. Raskolnikov beweert in zijn roman dat bepaalde grote mannen niet gebonden zijn aan de gewone morele wet, maar het recht hebben om over die grens te stappen. 
In de roman ontdekken we een directe en voor de hand liggende bron van Raskolnikovs notie van inferieure en superieure mensen: de superieure mens heeft het recht om morele inbreuken te plegen, terwijl de inferieure verplicht is zich tot het gewone leven van sleur te beperken. Volgens de literaire criticus Philip Rahv vervullen Hegels historische individuen zoals Alexander de Grote, Caesar en Napoleon - de namen die door Dostojevski's protagonist worden genoemd - de grootse taak die de "Weltgeist" hen oplegt, ongeacht morele overwegingen. Overigens is Napoleon in de 19e-eeuwse literatuur een vaak aangehaald voorbeeld van iemand die boven de conventionele morele wet stond. Dostojevski's verwijzing naar Napoleon is wel enigszins ironisch, omdat Raskolnikovs moord op een abjecte pandjesbaas nauwelijks overeenkomt met de prestaties van Napoleon. Raskolnikov slaagt er ook niet in om zichzelf in een 'superman' te veranderen na de moord op de pandjesbaas. Zijn idee loopt uit op een mislukking.

### Verlossing door lijden
Veel interpretaties van de roman stellen dat het centrale thema een soort christelijk existentialisme is: Raskolnikov pleegt een misdaad, waarvoor hij moet lijden om te worden gered. Dergelijke interpretatie heeft een grond van waarheid, maar is niet volledig. Weliswaar lijdt het hoofdpersonage de hele roman door onder de gevolgen van zijn daden, maar hij ervaart geen schuldgevoelens, zelfs niet wanneer hij zijn misdaad bekent. Hij verwerpt zelfs uitdrukkelijk het idee dat hij schuld of berouw zou moeten voelen over het doden van 'een oude luis'. Zijn onvermogen om schuld te voelen voor zijn misdaad is het centrale psychologische en morele dilemma van de roman.

## Invloed
Dostojevski's werken hadden een diepgaande en blijvende invloed op het denken en de fictie van de twintigste eeuw. Hij heeft niet alleen buitengewone psychologische portretten van personages met uiteenlopende extreme gemoedstoestanden gecreëerd, maar heeft eveneens indringende analyses gemaakt van de politieke, sociale en spirituele staat van het Rusland uit zijn tijd. Misdaad en straf is hiervan een treffend voorbeeld. De thema's die in deze roman aan bod komen zouden een onuitputtelijke bron van inspiratie blijven vormen voor latere auteurs, filosofen, dramaturgen en filmmakers. Zo beschouwde de Duits-Amerikaanse filosoof Walter Kaufmann het werk van Dostojevski als de inspiratie voor De gedaanteverwisseling van Franz Kafka. Naar eigen zeggen werd De vreemdeling van Albert Camus diepgaand beïnvloed door Dostojevski. Zijn invloed is ook te zien in de geschriften van Jean Paul Sartre, Hermann Hesse en Knut Hamsun die gelijkaardige thema's behandelen.
- Het boek heeft het filmdrama Pickpocket (1959) van Robert Bresson geïnspireerd.
- In de roman Gifsla (1983) van Jan Wolkers wordt verwezen naar het Raskolnikov-effect.
- Het boek heeft  de Amerikaanse regisseur Woody Allen geïnspireerd voor de psychologische misdaadthriller Match Point (2005).

## Verfilmingen
De roman is vaak verfilmd geworden; de bekendste adaptaties zijn de volgende:
- Crime and Punishment (1935, met Peter Lorre, Edward Arnold en Marian Marsh)
- Преступление и наказание (1969, met Georgi Taratorkin, Tatyana Bedova en Victoria Fyodorova)
- Dostoevsky's Crime and Punishment (1998, televisiefilm met Patrick Dempsey, Ben Kingsley en Julie Delpy)
- Crime and Punishment in Suburbia (2000, een vrije adaptatie, speelt zich af in het moderne Amerika)
- Crime and Punishment (1979, miniserie met Crispin Glover, Vanessa Redgrave en John Hurt)
- Crime and Punishment (miniserie, 2002, met John Simm)

## Trivia
- Oorspronkelijk werd de titel vertaald als Schuld en boete, toen Russische werken nog in het Nederlands werden vertaald via het Duits.
- De beschrijvingen van Sint-Petersburg in deze roman zijn zeer nauwkeurig. De route die Raskolnikov loopt is zelfs nu nog te volgen.

## Vertalingen
- Het boek is in het Nederlands vertaald door Petros Kuknos (1885), Jac. de Werker, Arnold Saalborn (1917), Else Bukowska (1946), Jan Meijer (1956), S. van Praag (1958), Hermien Manger (1961), Lourens Reedijk (1992) en Hans Boland (2019).
- Fyodor Dostoevsky: “Crime And Punishment”, Engelse vertaling van Constance Garnett

- Biblioteca Nacional de España: XX3384033
- Bibliothèque nationale de France: cb11936242d (data)
- Catàleg d'autoritats de noms i títols de Catalunya: 981058617332906706
- Gemeinsame Normdatei: 4099168-4
- Library of Congress Control Number: no2005100339
- MusicBrainz work: f46e68d4-d956-4116-a96a-0b745ca757bd
- Nationale bibliotheek van Australië: 35042267
- Nationale Bibliotheek van Israël: 987007260514105171
- LIBRIS: 349997
- Système universitaire de documentation: 027287386
- Virtual International Authority File: 310534448